# Italijanski kralji
Naslov italijanskega kralja ali kralja Italije je bil v zgodovini večkrat rabljen. Pri tem seveda ne pridejo v poštev rimski kralji, ki so več ali manj legendarni potomci Romula in Rema, čeprav gre za prvo kraljevino na Apeninskem polotoku, ozemlju današnje Italije. Po navadi se ne prištevajo med nosilce tega naslova niti vladarji tako imenovanih barbarskih kraljestev v okviru bizantinske uprave, ker se smatrajo za lokalne uzurpatorje oblasti Rimskega cesarstva; to sta Italsko kraljestvo (476–493) in Italsko kraljestvo (ostrogotsko). Po padcu Ravenne leta 751, ki pomeni umik Bizantincev z Apeninskega polotoka in dejanski propad zahodnega dela cesarstva, je prišla dežela v roke Langobardov, ki so se organizirali v kraljevino.

## Kralji popravici
Prvi, ki so nosili naslov Kralj Italije so bili langobardski vladarji, ki so več ali manj upravičeno mislili, da imajo pravico do prestola. Po tedanjih navadah so uvedli slovesno kronanje z železno krono v mestu Pavia, ki je bila prestolnica njihovega kraljestva. Tu so zapisani v obliki, kot se jih danes spominjajo v Italiji:
- 584 - 590 Autari
- 591 – 616 Agilulf
- 616 – 625 Adaloaldo (pod regentstvom matere Teodelinde)
- 625 – 635 Arioaldo ali Ariovaldo
- 636 – 652 Rotari
- 652 – 653 Rodoald
- 653 – 661 Aripert I.
- 662 – delitev kraljestva na dva dela s prestolnicama Pavia in Milano, pri čemer ohrani naslov veja Pavie
- 662 – 671 Grimoald
- 671 – 700 Garibald, Bertarid, Kunipert
- 700 – 712 Luitpert (regent Ansprand), Raginpert, Aripert II., Ansprand
- 712 – 744 Liutprand, Hildeprand
- 744 – 749 Rachis
- 749 – 756 Ajstulf
- 756 – 774 Deziderij

## Kralji poimenovanju
Ko je Karel Veliki zavzel Pavio in s tem zaključil obdobje Langobardov, se je tudi prekinila vrsta kraljev Italije. Od tedaj je bil naslov kralja lahko samo podeljen od cesarja in včasih od papeža, pač od dveh najvišjih predstavnikov oblasti tiste dobe. Že prvega naslednika langobardskih vladarjev, Pipina Langobardskega, sina Karla Velikega, je okronal papež Hadrijan I. 
Na tem prestolu so se vrstili:
- Pipin Langobardski (781 - 810)
- Bernard Langobardski (810 - 817)
- Lotar I. Karolinški (818 - 839)
- Ludvik II. Karolinški (839 - 875)
- Karel Plešasti (875 - 877)
- Karlman Bavarski (877 - 879)
- Karel III. Debeli (879 - 887)
- Berengar I. (888 - 924)
- Rudolf II. Burgundski (922 - 926929 - 933)
- Hugo Provansalski (926 - 945)
- Lotar II. (941 - 950)
- Berengar Ivrejski (950 - 961)
- Oton I. Veliki (952 - 973)

Po letu 962 so postale italijanske posesti samo sestavni del Svetega rimskega cesarstva, čigar vladarji so nosili tudi naslov italijanskega kralja, čeprav je s časom odpadlo kronanje v Paviji.

### Kralj Rimljanov
Posebej je treba omeniti naslov kralj Rimljanov (rex romanorum), ki je pomenil nekaj povsem drugega. Nosili so ga vladarji Svetega rimskega cesarstva od izvolitve do okronanja s strani papeža. Nosil ga je lahko tudi prestolonaslednik še za časa vlade svojega predhodnika. Prvi je uporabil ta naslov Henrik II. sveti v zgodnjem enajstem stoletju in pod njegovimi nasledniki Salijci se je splošno uporabljal namesto naziva »italijanski kralj«. 
V nemških deželah so germanski vladarji uvajali lastno zakonodajo nad pridobljenimi ozemlji, medtem ko so imeli latinski narodi pravico do uporabe rimskega prava, ki je veljalo še izza Rimskega cesarstva. Te narode so Germani imenovali enostavno Romani, to je Rimljani. Tako so si omislili naslov »kralja Rimljanov« samo zato, da bi na uraden način pridobili pravico do vnašanja svoje zakonodaje na latinska ozemlja tudi v obdobjih, ko še niso bili formalno ustoličeni. Čeprav je bil sprva nekakšna sopomenka za naziv »kralj Italijanov«, je v bistvu pomenil precej več, saj je dajal oblast nad vsemi narodi latinskega izvora, ne samo nad Italijani. Zato je naslov »kralj Rimljanov« ostal v rabi do konca Svetega rimskega cesarstva leta 1806.
Visokega naslova se je spet spomnil Napoleon, ki se je dal kronati z železno krono v Milanu leta 1805 in je moral odstopiti – tudi v imenu potomcev - leta 1814, dva dni po rojstvu svojega sina. Napoleon II. ki je bil torej kralj Italije le dva dni, je ostal v francoski zgodovini kot kralj Rima (Roi de Rome).

## Kralji poizvolitvi
Poslednji kralji Italije so bili Savojci, ki so naslov prejeli ob nastanku Kraljevine Italije leta 1861. Kot najuglednejši predstavniki oblasti, saj so vladali Kraljevini Sardiniji vse od leta 1720, so bili izvoljeni za kralje nove države. Razni deli Italije so se namreč s plebiscitom, to je preko volitev, odločili za pristop h kraljevini. Zato se včasih Viktor Emanuel II. naziva kot izvoljeni kralj.
- 1861 - 1878 Viktor Emanuel II.
- 1878 - 1900 Umberto I.
- 1900 - 1946 Viktor Emanuel III.
- 1946 - 1983 Umberto II.

Umberto II. je s prehodom iz monarhije v republiko (1946) izgubil pravico do vladanja in bivanja v Italiji, a ne naslova. Naslov kralja mu je ostal do smrti, ko je prešel na sina Vittoria Emanuela. Leta 2002 sta Viktor Emanuel in njegov sin Emanuel Filibert prisegla zvestobo republiki Italiji in njenim predstavnikom. Zanimivo je, da se še danes razpravlja, če sta s tem izgubila tudi naslov kralja ali ne.